# Hung Hsiu-chu
Hung Hsiu-chu (en chinois : 洪秀柱 ; pinyin : Hóng Xiùzhù) est une femme politique taïwanaise née le 7 avril 1948 dans le comté de Taipei. Membre du Kuomintang (KMT), elle est élue pour la première fois au parlement, le Yuan législatif en 1990. Elle devient vice-présidente du parlement en 2012. En juillet 2015, elle reçoit la nomination du KMT pour l'élection présidentielle de janvier 2016 mais sa candidature est annulée par le parti devant des sondages catastrophiques. Hung est élue à la présidence du KMT en mars 2016.
Lors des élections municipales de novembre 2014, le KMT est sévèrement battu par le Parti démocrate progressiste. Le parti est en proie à une crise interne à propos de la politique à adopter vis-à-vis de la Chine et ne rencontre pas les faveurs de l'électorat. Lors de la primaire pour désigner le candidat du KMT à l'élection présidentielle, les membres les plus influents du parti se refusent à postuler pour éviter une très probable défaite et Hung, la seule candidate, est choisie.
Hung défend un rapprochement avec la Chine et la signature d'un traité de paix entre les deux pays ce qui n'est pas la position du parti (qui préfère le statu quo ou « consensus de 1992 ») et encore moins des électeurs taïwanais,. Elle défend aussi un éloignement stratégique des États-Unis. Ces positions radicales de Hung font que les sondages lui donnent de faibles scores face à la candidate du Parti démocrate progressiste Tsai Ing-wen (plus de 20 points de pourcentage de retard). Le KMT décide alors de tenir un nouveau congrès national en octobre 2015 pour choisir un nouveau candidat. Lors de ce congrès, la candidature de Hung est annulée et Eric Chu, le président du KMT, est choisi comme nouveau candidat du parti.
Après sa défaite à l'élection présidentielle, Eric Chu démissionne de son poste de président du KMT. Il est remplacé à titre intérimaire par Huang Min-hui. Puis en mars 2016, les membres du parti élisent Hung à la présidence (avec 56 % des voix contre 33 % à sa concurrente Huang). Elle devient la première femme à être élue à la présidence du KMT. Son mandat court jusqu'en juin 2017,.